# Philipp Salzmann
Philipp Salzmann ( 1781, Erfurt - 1851, Montpellier ) fue un botánico, entomólogo, médico, y pedagogo alemán .
Era hijo del pedagogo Christian Gotthilf Salzmann (1744-1811). Estudiará Medicina en las Universidades de Gotinga, Viena, Halle (Sajonia-Anhalt) y París. Se instala en Montpellier y viaja, de 1823 a 1830, a España, África del Norte de 1823 a 1824 y a Brasil de 1827 a 1830.

## Honores

### Eponimia
Género
- (Rubiaceae) Salzmannia DC.[1]

Especies
Más de 200, entre ellas:
- (Fabaceae) Ulex salzmannii (Webb) Willk.[2]

- (Fagaceae) Quercus salzmanniana (Webb) Coutinho[3]

- (Iridaceae) Crocus salzmannianus Herb.[4]

- (Lentibulariaceae) Utricularia salzmannii A.St.-Hil. & Girard[5]

- (Moraceae) Urostigma salzmannianum Miq.[6]

- (Thelypteridaceae) Thelypteris salzmannii (Fée) C.V.Morton[7]

## Fuente
- Augustin-Pyramus de Candolle. 2004. Mémoires et Souvenirs (1778-1841). Ed. Jean-Daniel Candaux & Jean-Marc Drouin con el concurso de Patrick Bungener & René Sigrist. Georg Éditeur (Chêne-Bourg, Ginebra), colección Bibliothèque d’histoire des sciences : xv + 591 pp. ISBN 2-8257-0832-1

- La abreviatura «Salzm.» se emplea para indicar a Philipp Salzmann como autoridad en la descripción y clasificación científica de los vegetales.[8]